# Кшешув-Дольни
Кшешув-Дольни (пол. Krzeszów Dolny) — село в Польщі, у гміні Крешів Ніжанського повіту Підкарпатського воєводства. Населення — 309 осіб (2011).

## Історія
За даними етнографічної експедиції 1869—1870 років під керівництвом Павла Чубинського, у селі переважно проживали римо-католики, меншою мірою — греко-католики, які розмовляли українською мовою.
У 1975—1998 роках село належало до Тарнобжезького воєводства.

## Демографія
Демографічна структура станом на 31 березня 2011 року:
|          | Загалом | Допрацездатний вік | Працездатний вік | Постпрацездатний вік |
| -------- | ------- | ------------------ | ---------------- | -------------------- |
| Чоловіки | 155     | 26                 | 107              | 22                   |
| Жінки    | 154     | 27                 | 87               | 40                   |
| Разом    | 309     | 53                 | 194              | 62                   |